# Каршев (Лодзинське воєводство)
Каршев (пол. Karszew) — село в Польщі, у гміні Ласьк Ласького повіту Лодзинського воєводства.
Населення — 140 осіб (2011).
У 1975-1998 роках село належало до Серадзького воєводства.

## Демографія
Демографічна структура станом на 31 березня 2011 року:
|          | Загалом | Допрацездатний вік | Працездатний вік | Постпрацездатний вік |
| -------- | ------- | ------------------ | ---------------- | -------------------- |
| Чоловіки | 65      | 10                 | 49               | 6                    |
| Жінки    | 75      | 18                 | 36               | 21                   |
| Разом    | 140     | 28                 | 85               | 27                   |